# Chriodes uttara
Chriodes uttara là một loài tò vò trong họ Ichneumonidae.